# Лаптев, Алексей Александрович
Алексей Александрович Лаптев (род. 13 мая 1998 года) — российский бобслеист и легкоатлет, участник Олимпиады 2022 года, призер Чемпионата России по лёгкой атлетике 2019 года.

## Карьера
В годы учебы в общеобразовательной средней школе Леша пробовал себя в разных видах. Он играл в волейбол, баскетбол, теннис, катался на коньках, занимался боксом и айкидо.
Окончив школу уехал в Екатеринбург и стал студентом Российского государственного профессионально-педагогического университета, где занялся легкой атлетикой.
После победы на первенстве Уральского федерального округа получил звание мастера спорта России.
В 2021 году стал победителем Кубка России.
Обладающего отличными физическими способностями Алексея пригласили на сборы бобслеистов в качестве разгоняющего.
Вскоре руководители сборной выпустили дебютанта на этапы Кубка мира. В компании Ростислава Гайтюкевича, Михаила Мордасова и Павла Травкина Лаптев выиграл две бронзовые медали. На состязаниях в немецком Альтенберге российский экипаж стал вторым, уступив десятые доли секунды уступил фаворитам из Германии.
На чемпионате Европы, в рамках Гран-при Швейцарии на треке в Санкт-Морице Алексей стал третьим. И руководство сборной включило Алексея в состав сборной на Олимпиаду 2022 года.
На Олимпиаде двойка Гайтюкевича с разгоняющим Лаптевым стала восьмой, а четвёрка показала седьмой результат.